# Maria Wördemann
Maria Wördemann (* 1995 in München) ist eine deutsche Schauspielerin.

## Leben
Maria Wördemann wurde 1995 in München geboren und ist später in Dresden aufgewachsen. Zu Beginn der 2010er Jahre sammelte sie am Staatsschauspiel Dresden erste Theatererfahrungen und spielte unter anderem in den Stücken Die Jungfrau von Orléans (Regie: Marc Prätsch) und Weiße Flecken (Regie: Matthias Reichwald, Tobias Rausch). Nach dem Erwerb der Hochschulreife studierte Wördemann zunächst Psychologie, wechselte dann aber im Jahr 2015 an die Otto-Falckenberg-Schule in München, um bis 2019 Schauspiel zu studieren. In der Spielzeit 2017/2018 spielte sie an dem Münchner Kammerspielen, wo sie auch an dem 64-stündigen Auftritt New Beginning von Alexander Giesche mitwirkte. Weitere Auftritte hatte sie am Münchener Residenztheater und spielte bei einigen Filmprojekten der Filmhochschule München mit. 2019 schloss sie das Schauspielstudium ab. In der Spielzeit 2019/2020 wechselte sie an das Hessische Staatstheater Wiesbaden.
2019 war Maria Wördemann in dem Kinofilm Ich liebe alles, was ich an dir hasse (Regie: Nadine Keil) zu sehen und hatte eine Rolle in der 3sat-Kurzfilmproduktion Kaiser (Regie: Jannis Alexander Kiefer). Seit den 2020er Jahren war sie wiederholt in Fernsehproduktionen zu sehen, beispielsweise in Kommissarin Lucas, Wilsberg oder Der Staatsanwalt.
Wördemann singt auch, so hatte sie zusammen mit Georgette Dee Auftritte in der Bar jeder Vernunft in Berlin.
Ihre eineiige Zwillingsschwester Klara ist ebenfalls als Schauspielerin tätig und gehört auch dem Ensemble des Hessischen Staatstheaters Wiesbaden an. Zuvor haben beide die wesentlichen Ausbildungs- und Theaterstationen gemeinsam durchlaufen und waren schon mehrfach gemeinsam in Theaterstücken und Filmen zu sehen. Allerdings wünschen sich beide, in ihrem Beruf nicht auf den Zwillingsstatus reduziert zu werden. Im Stück König Lear spielen die Schwestern die Cordelia und den Narren, wobei sie beide Rollen geprobt haben. Daher kann es von einer Vorstellung zur anderen variieren, welche der beiden Schwestern welche Rolle spielt.
Im Jahr 2025 wurde Maria Wördemann mit dem Deutschen Hörbuchpreis (als Beste Interpretin) ausgezeichnet.

## Filmografie
- 1998: Das merkwürdige Verhalten geschlechtsreifer Großstädter zur Paarungszeit
- 2016: Kaiser
- 2017: Ich liebe alles, was ich an dir hasse
- 2021: Der Staatsanwalt (Folge: Gelöscht)
- 2021: Kommissarin Lucas – Nürnberg
- 2021: Das Weiße Haus am Rhein
- 2022: Wilsberg: Ungebetene Gäste (Fernsehreihe)
- 2023: Die Bergretter (Fernsehserie, Folge: Schamlos)
- 2023: Füxe
- 2024: Rabia – Der verlorene Traum (Rabia)
- 2025: München Mord: Nix für Angsthasen (Fernsehreihe)